# Bert Silving
Bert Silving (geboren als Berthold Silbiger 10. Dezember 1887  in Wien, Österreich-Ungarn; gestorben 9. Februar 1948 in New York) war ein österreichischer Geiger, Komponist, Arrangeur, Sänger, Autor und Rundfunk-Pionier.

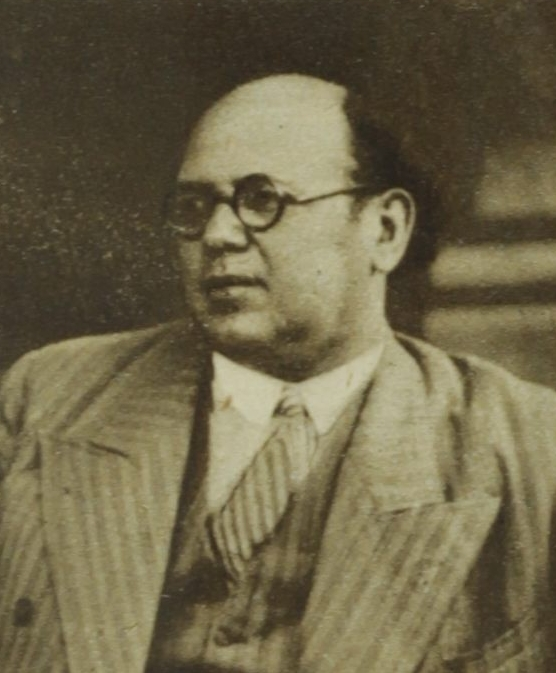
Aufnahme von Wilhelm Willinger um 1930

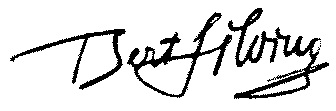

## Leben
Berthold Silbigers Vater stammte aus Ungarn und arbeitete als Versicherungsbeamter. Silbiger studierte von 1898 bis 1904 an der Wiener Musikakademie das Geigenspiel. Nach Ablegen der Staatsprüfung gab er als Violinvirtuose Konzerte in Deutschland, Frankreich und England. Er wurde Mitglied des Franz-Ondřiček-Quartetts, einer Kammermusik-Vereinigung, mit der er auf Tournee ging und den Kontinent bereiste. Nach 1905 war Silbiger erster Konzertmeister an der Städtischen Oper zu Budapest. Um 1915 gründete und leitete er das Budapester „Tonkünstler-Orchester“. Ab 1919 war er ständig in Wien ansässig, übernahm 1920 die künstlerische Leitung der Kleinkunstbühne “Chat Noir” und war ab 1921 Dirigent des Schönbrunner Schlosspark-Orchesters.
Häufig übernahm er auch Gastdirigate an der ungarischen Staatsoper. Als Nebengeschäft betrieb er eine Musikalienleihanstalt in Wien, die Noten mit Filmbegleitmusik an Kinokapellmeister verlieh. Silbiger, der seinen Namen 1928 amtlich in ‘Silving’ ändern ließ, war schon früh für den Rundfunk in Österreich tätig. 1923 gründete er das Wiener Radio-Künstlerensemble „Silving Quartett“, das zunächst in den Programmen von Radio Hekaphon, dem ersten Rundfunksender in Österreich, danach regelmäßig bei der 1924 neu gegründeten “Radio Verkehrs-Aktiengesellschaft” (RAVAG) zu hören war.
Nach dem Anschluss Österreichs 1938 emigrierte Silving, wegen seiner Abstammung existenziell bedroht, nach Amerika und lebte bis zu seinem Tode am 9. Februar 1948 in New York.

## Ehrungen
Im Wiener 13. Bezirk in Ober St. Veit ist seit 1981 die Silvinggasse nach ihm benannt.

## Werke

### Übersicht
Silving komponierte Operetten, die in der Regel in Wien, Preßburg (Bratislava) und in deutschen Theatern uraufgeführt wurden, arrangierte Unterhaltungs- und ernste Musik und schrieb zahlreiche Lieder.
Er veröffentlichte Schriften zum Radio. Die von ihm redigierte Zeitschrift „Der Kapellmeister“ kam über die erste Ausgabe 1924 nicht hinaus.
| Operetten - “Erénypróba” [Tugendprobe] (T: Siegmund Fornheim) UA 1910 in Pressburg - „The Story of Magic Slippers“ (T: Robert Weil) 1947/48 Lied- und Tanzschlager - Nachts / Steinschneider. Gesungen von Bert Silving mit Kapelle Isy Geiger. Columbia Graphophone Co. D-15 609 - Matrizennummer WH 1449 (H 1449) - Märchen, die uns der Wind erzählt: Tango / Bert Silving. Kapelle Merton. Parlophon P. 2158 (mx. B2-8567-II) 30cm - Märchen, die uns der Wind erzählt: Tango milonga, op. 149 / Bert Silving - Text von Rud. Berdach-Walfried. Kapelle Sándor Józsi. Odeon A 42 170 (Be 5204) - Eines schönen Tages wird's vorbei sein (Wiener Lied) / Musik von Bert Silving - Text von Peter Herz. Das Wiener Radio-Künstler-Quartett Bert Silving. Gesang und Violinsolo: Bert Silving. Ultraphon A 3520 (mx. 15 546) - November 1930 - Eines schönen Tages wird's vorbei sein: Lied / Bert Silving. Odeon A 44 821 (Ve 1180) | Notenausgaben - Verlag: Wien - Leipzig Ludwig Doblinger - Verlag (Bernhard Herzmansky) - Eines schoenen Tages wird's vorbei sein (Lied). By Bert Silving. Viennese Song. For voice(s) and piano. Published by Doblinger Music Publishers (DB.89-00061) - Eines schönen Tages wird's vorbei sein. Lied. Musik Bert Silving, op. 142, Worte von Peter Herz. Volksausgabe für Gesang und Klavier. Wien-Leipzig : Doblinger, PN D. 6397, cop. 1924. - 3 S. - Silving Bert: Ich hab' einen Gusto auf Wien, op. 154, Walzerlied, Worte von Leo Einöhrl, Verlag Josef Blaha/Ludwig Doblinger, vor 1926 - Eine Sängerfahrt nach Wien, Ein heiteres Konzert-, Rundfunk- und Tonfilm-Potpourri von Bert Silving. Wien, Ludwig Doblinger Verlag, o. Druckdatum (1920er) (Taschenbuch - 1925) - UFA Musikverlage - Du warst für mich das Glück. Komponist: Bert Silving. Rubrik: Gesang. Format: Noten. Besetzung: Gesang und Klavier.Verlag: UFA Musikverlage. Best-Nr.: UFA16045 - Märchen, die uns der Wind erzählt. Komponist: Bert Silving. Rubrik: Gesang. Format: Noten, Besetzung: Gesang und Klavier. Verlag: UFA Musikverlage, Best-Nr.: UFA16047 - Man reicht sich die Hände und sagt sich ade. Komponist: Bert Silving. Rubrik: Gesang. Format: Noten. Besetzung: Gesang und Klavier. Verlag: UFA Musikverlage. Best-Nr.: UFA16046 |

### Tondokumente
- "Nachts" (Steinschneider) Gesungen von Bert Silving mit Kapelle Isy Geiger. Columbia D-15 609 (H 1449) aufgen. 1927
- Potpourri aus der Operette „Du liebe, gold'ne Meisterin“ (Edmund Eysler)  Wiener Radio-Künstlerkapelle Bert Silving. Odeon A 186112  [Ve 1374²],

I. Teil: 1. So ein Wein (Solo: Bert Silving) 2. Gesellenmarsch (Chorgesang) und Odeon A 186113  [Ve 1375²],
II. Teil: 1. O liebe, gold'ne Meisterin (Solo: Bert Silving) 2. O Jaromir (Chorgesang)aufgen. Wien, 1928
- Eines schönen Tages wird’s vorbei sein. Lied (Bert Silving - Peter Herz) Richard Bitterauf, Bariton, mit Orchester. Homocord 4-3488 (mx. H-62 265), Berlin 1928
- Eines schönen Tages wird’s vorbei sein. Lied (Bert Silving) Bohème-Orchester [als “Salon-Orchester Martina”] auf Beka B.5276 (mx.32 688), Berlin Ende 1927